# Pont de Cazères
Le pont de 1878, également appelé localement pont neuf est un pont routier en maçonnerie. Il franchit la Garonne à Cazères, dans le département de la Haute-Garonne, en région Occitanie.

## Situation
Situé au sud de Cazères qu'il permet de relier à Couladère en franchissant la Garonne avec la route départementale D6, en direction de Saint-Girons. Il permet aussi de desservir la vallée du Volp et le Volvestre.

## Histoire
Plusieurs ponts ont précédé la construction du pont neuf de Cazères, comme un pont en bois des États de Languedoc d'après les projets de l'architecte toulousain Joseph-Marie de Saget, tous emportés par les crues de la Garonne.
Le pont neuf est un pont en maçonnerie construit entre 1875 et 1878.
En 2020, les coureurs du Tour de France y ont pris le départ de la 8e étape du Tour de France 2020 entre Cazères et Loudenvielle.

## Caractéristiques
Pont droit constitué de cinq arches en arc.